# Grube Carl Alexander
Die Grube Carl-Alexander war ein Steinkohlenbergwerk in Baesweiler und somit eine der Gruben des Aachener Steinkohlenreviers.

## Geschichte
Gegen Ende des 19. Jahrhunderts begann die Nordwanderung des Wurmreviers, womit die Talhänge der Wurm zunehmend verlassen wurden. Ein Gemeinschaftsunternehmen der zwei Stahlwerke „Röchling“ aus Völklingen und „Société des Aciéries de Longwy“ aus Frankreich erwarb die Schürfrechte in einem Gebiet von ca. 36 km² nördlich von Alsdorf. Davon sollte etwa ein Drittel durch die zu errichtende Schachtanlage erschlossen werden.
1908 begannen die Abteufarbeiten an den beiden Schächten nordwestlich von Baesweiler. Kurz darauf begann auch der Bau von Wohnhäusern für die Bergleute in Baesweiler und etwas später auch in Boscheln, heute zu Übach-Palenberg gehörig. Der Name des Bergwerks bestand aus den Vornamen der Direktoren der beiden Stahlwerke, Carl Röchling und Alexander Dreux. Während des Ersten Weltkriegs kamen die Bauarbeiten aus Mangel an Arbeitskräften und Material fast zum Erliegen, so dass die Förderung erst 1921 aufgenommen werden konnte. Die Röchling´schen Eisen- und Stahlwerke übernahmen alle Besitzanteile der Grube. Da der Hauptzweck des Bergwerks in der Produktion von Koks für die Stahlerzeugung lag, wurde auf dem Grubengelände auch eine Kokerei errichtet.
In den Folgejahren wuchsen Förderleistung und Belegschaft, was auch ein kräftiges Wachstum des Ortes Baesweiler mit sich brachte: Hatte das Dorf 1905 nur 1.480 Einwohner, so waren es 1925 bereits 3.680 und 1950 8.270. Die Förderung belief sich um 1960 auf etwa 1 Million Tonnen Steinkohle jährlich, bei einer Belegschaft von etwa 3.600 Mann.
Zum Abtransport von Kohle und Koks mittels der Eisenbahn wurde eine Stichstrecke von der Eisenbahnstrecke Alsdorf – Herzogenrath erbaut. Diese Strecke diente ausschließlich dem werkseigenen Güterverkehr.
Den Zweiten Weltkrieg überstand die Grube ohne größere Zerstörungen.

### Das Ende
Gegen Ende der 1950er Jahre begann die Kohlekrise. Im Zuge dieser wirtschaftlichen Entwicklung plante Röchling, das Bergwerk in Baesweiler zu schließen. Da bereits 1961/62 die Bergwerke in den Nachbarorten Übach-Palenberg, Merkstein und Mariadorf schlossen, hätte dies zu einer großen Zahl von Arbeitslosen in der Region geführt. Auf Drängen der Politik und Gewerkschaften, sowie zur Abrundung des eigenen Besitzes an Grubenfeldern übernahm der Eschweiler Bergwerksverein (EBV) 1965 die Grube.
In den folgenden Jahren wurde die Grube unterirdisch mit den benachbarten Bergwerken „Anna“ in Alsdorf und „Emil Mayrisch“ in Siersdorf verbunden. Die Belegschaft wurde allmählich reduziert. 1975 wurde die Förderung auf „Carl Alexander“ endgültig eingestellt. Die zum Grubenfeld gehörigen und noch vorhandenen Kohlenvorräte wurden über die leistungsfähigeren Schächte von Emil Mayrisch gefördert, bis auch diese als letzte Grube des Wurmreviers im Dezember 1992 die Förderung beendete.

## Relikte
Schon von Weitem zu erkennen ist die etwa 100 m über Geländeniveau aufragende bewaldete Bergehalde. Seit 2006 ist die Halde zum Betreten freigegeben. Bis zum Frühjahr 2008 wurde die Halde und das Gelände am Haldenfuß zum Carl-Alexander-Park umgestaltet: Ein Rundweg und ein Aufstieg zum Gipfelplateau wurden angelegt, ebenso einige Freizeitmöglichkeiten am Haldenfuß. Ein weiterer Zugangsweg als Steg in mehreren Metern Höhe über dem Boden, eine Aussichtsplattform und ein gastronomischer Betrieb wurden im Mai 2008 eröffnet. Das gesamte Areal mit der renaturierten Bergehalde wurde als Naturschutzgebiet Bergehalde Carl-Alexander deklariert.
Des Weiteren soll auf dem Gelände in den kommenden Jahren ein kleineres Gewerbegebiet angelegt werden.
Auf dem eigentlichen Grubengelände sind alle Betriebsanlagen über Tage mittlerweile abgerissen.
In Baesweiler selbst sowie in Boscheln existieren zahlreiche Siedlungshäuser. Außerdem erinnern einige Denkmäler und viele Straßennamen an die Bergbaugeschichte der Stadt.

Impressionen
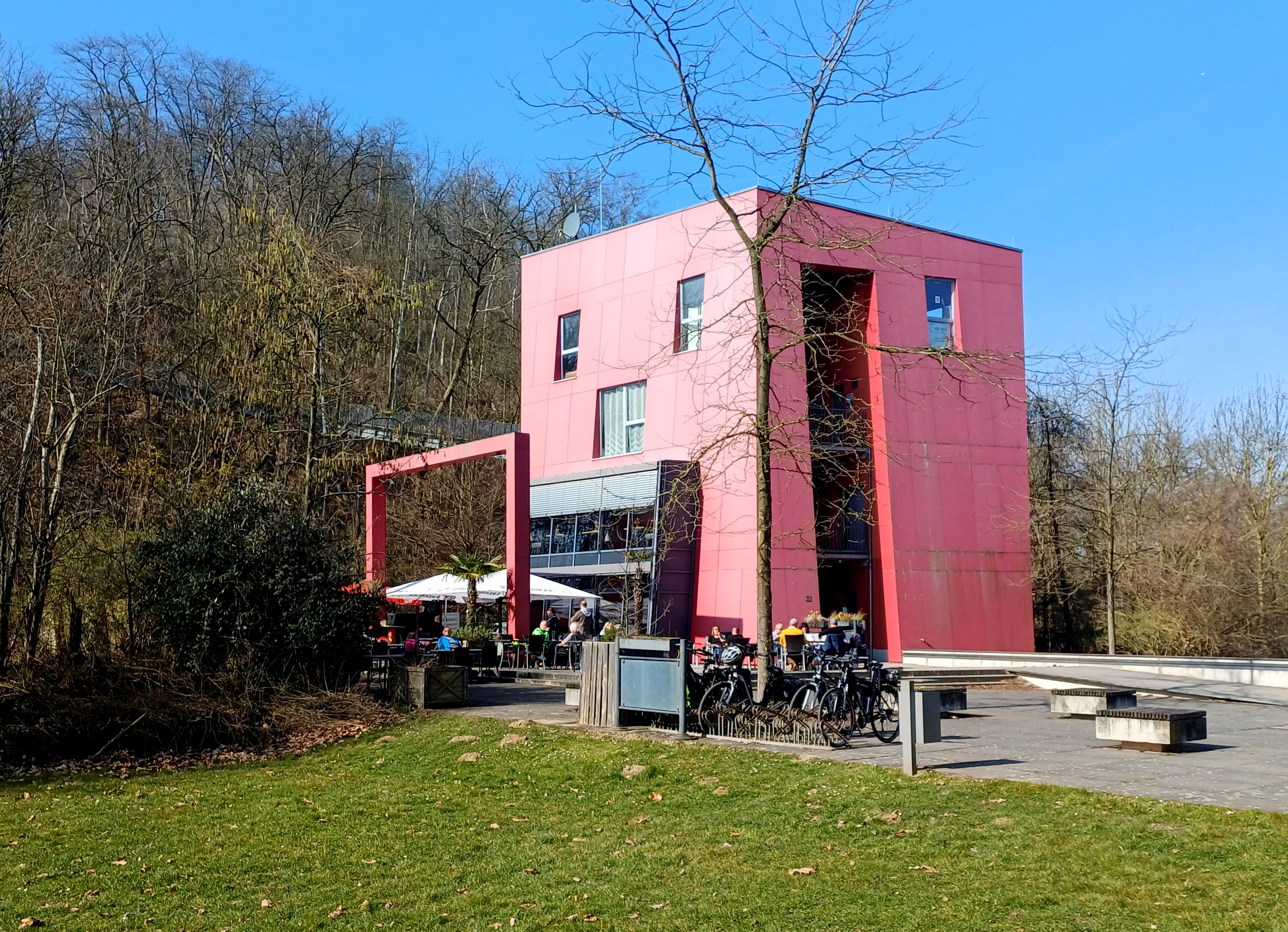
Besucherzentrum
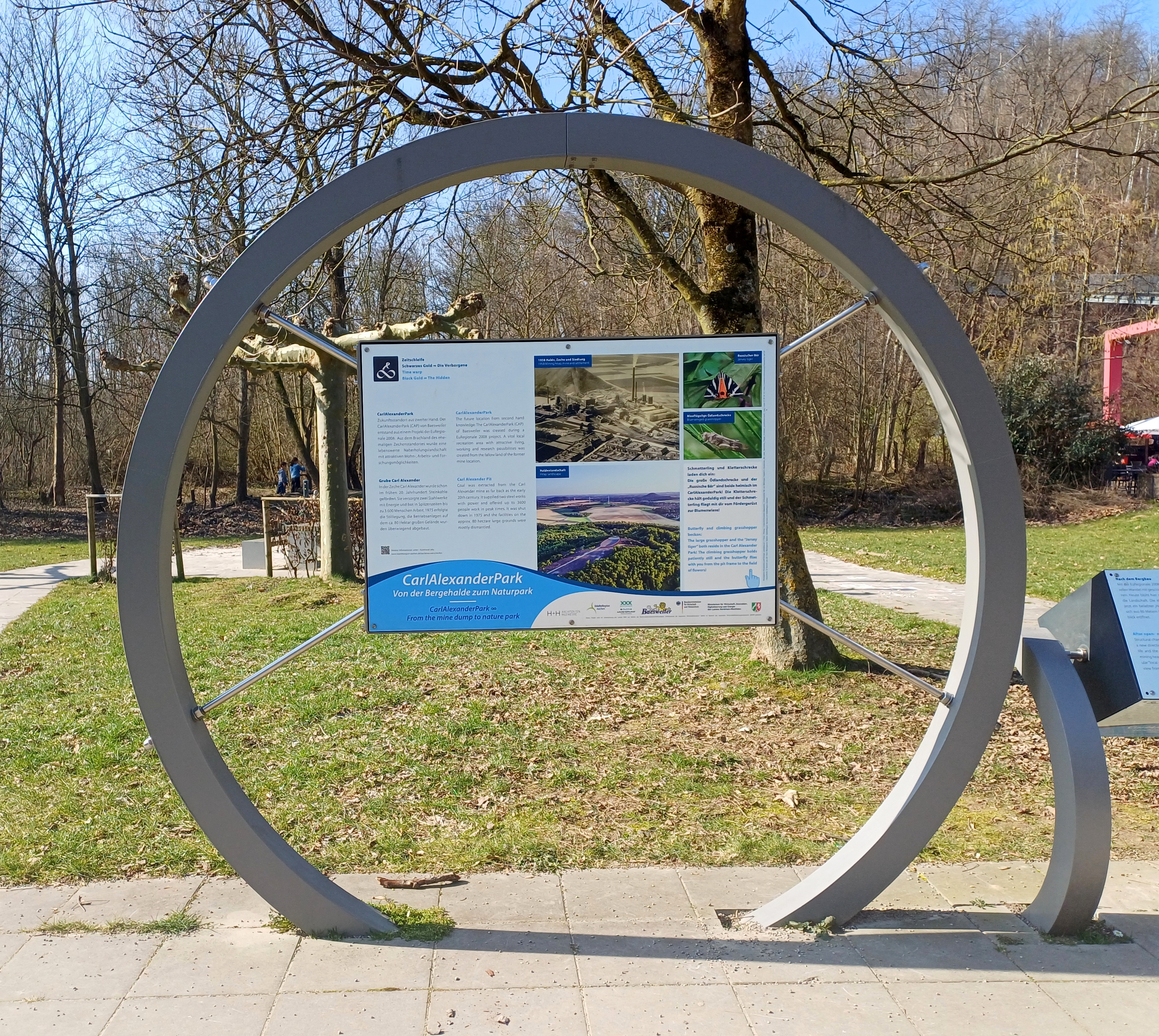
Infotafel mit Bildern der ehem. Grube
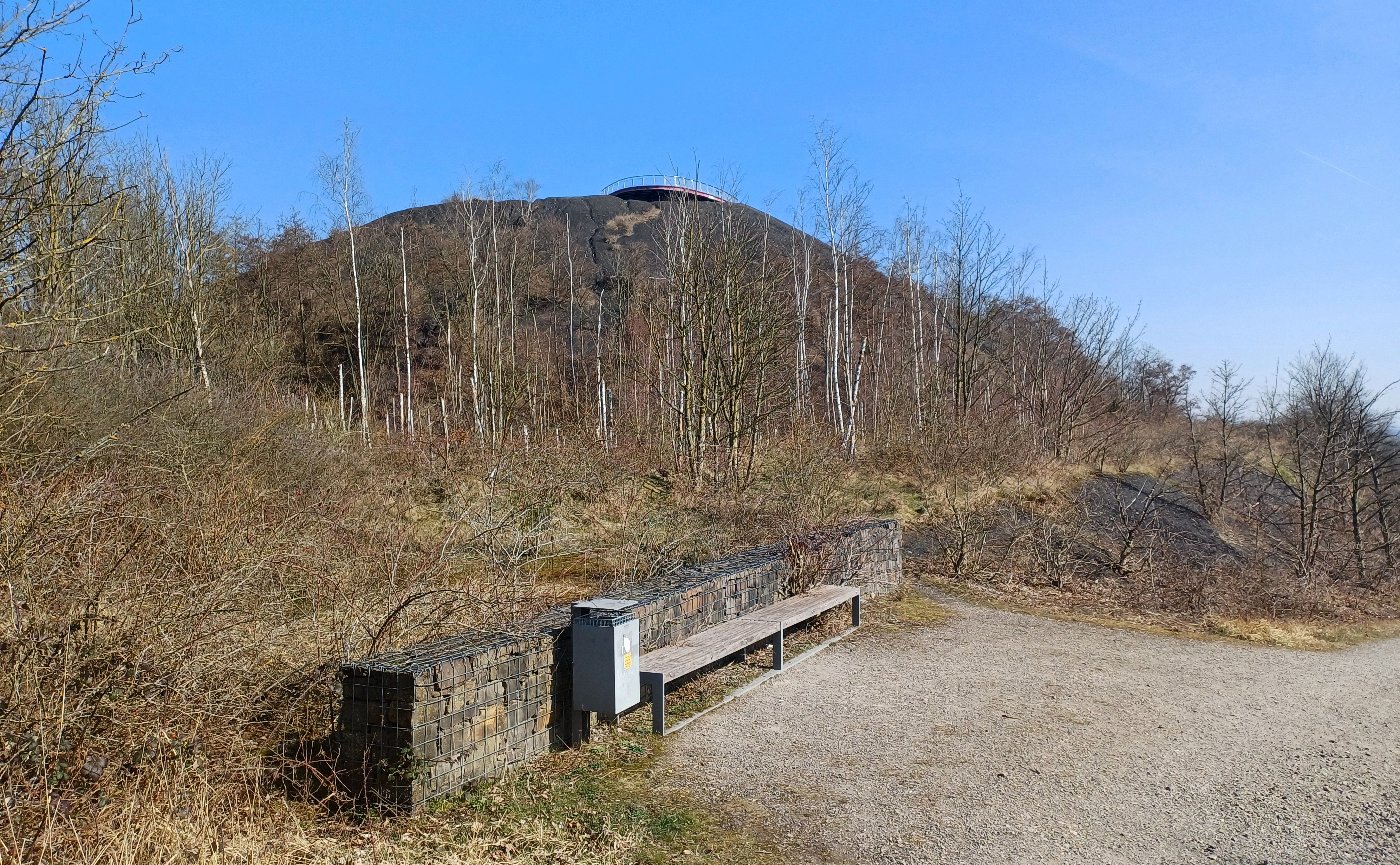
Gipfelplateau der Bergehalde mit Aussichtsplattform